# Zhijiang (Yichang)
Koordinaten: 30° 28′ N, 111° 42′ O
Die Stadt Zhijiang (chinesisch 枝江市, Pinyin Zhījiāng Shì) ist eine kreisfreie Stadt, die zum Verwaltungsgebiet der bezirksfreien Stadt Yichang im Westen der chinesischen Provinz Hubei gehört. Sie hat eine Fläche von 1.372 km² und zählt 490.100 Einwohner (Stand: Ende 2019).
Die Guanmiaoshan-Stätte (Guanmiaoshan yizhi 关庙山遗址) der Daxi-Kultur und die zhou-zeitlichen Qingshan-Gräber (Qingshan muqun 青山墓群) stehen seit 2001 bzw. 2006 auf der Liste der Denkmäler der Volksrepublik China.